# Makhmour
Makhmour (arabe : مخمور ; kurde : مەخموور, romanisé : Mexmûr) est une ville irakienne et un chef-lieu de district de la province de Ninive, dans le nord de l'Irak.

## Histoire
Depuis 1998, un camp de réfugiés kurdes (en) se trouve à 2 km au sud-est de Makhmour. Suspecté d'abriter des éléments du PKK, le camp fait souvent l'objet d'attaques de la Turquie. Le 15 juin 2020, il est bombardé pendant 40 minutes par l'aviation turque. Le 5 juin 2021, une frappe de drone turque sur un jardin d'enfants près d'une école blesse deux civils et en tue trois dont Selman Bozkir, le responsable du camp, que le président turc Erdoğan s'empresse de qualifier de « terroriste de premier plan du PKK »,,. Quelques jours plus tard, c'est au tour de Hasan Adir, un cadre du KCK, d'être tué à Makhmour dans une opération des services secrets turcs.    

### Guerre d'Irak
Pendant l'opération Liberté irakienne, les peshmergas du Parti démocratique du Kurdistan (PDK), alliés des États-Unis, prennent Makhmour le 9 avril 2003.

### Seconde guerre civile irakienne
Pour contenir l'avancée (en) de Daech, Makhmour est investi par les peshmergas (qui revendiquent depuis longtemps son contrôle) le 9 juin 2014. 
Makhmour est brièvement occupé par Daech lors de sa seconde offensive du Nord de l'Irak (en) en août 2014,. 
Lors de la crise de Kirkouk (en) opposant le gouvernement fédéral irakien (en) au gouvernement régional du Kurdistan, les peshmergas entament leur retrait de Makhmour le 17 octobre 2017 et la ville est reprise le lendemain par les forces armées irakiennes et les unités de mobilisation populaire,,.   
Le 22 octobre 2023, des affrontements entre l'armée irakienne et les forces peshmergas kurdes font quatre morts.   